# En mi lado del sofá
«En mi lado del sofá» es el primer y único sencillo del disco Más guapa del grupo español La Oreja de Van Gogh, pero se le considera como el cuarto sencillo del disco Guapa, del que Más Guapa es extensión. Es el último sencillo del grupo con Amaia Montero como vocalista y compositora. También es el último número uno de 40 Principales de La Oreja de Van Gogh con Amaia.

## Información de la Canción
La letra de En mi Lado del Sofá trata sobre una traición cometida por la pareja de una mujer que, aunque a ella le causa dolor, no es superior al amor que siente, y por tanto decide aun así esperarle por si quiere volver. Fue el último sencillo de La Oreja de Van Gogh con Amaia Montero. Solo fue tocada durante la gira latinoamericana de 2007 y La Gira LKXA lo que la hace el sencillo menos tocado en directo por el grupo.
El CD sencillo solo se lanzó en formato promocional en México, mientras que en España ni siquiera existió en forma física. El sencillo de México traía además de un tema del cantante Carlos Rivera No se que voy a hacer.

## Videoclip
En el videoclip se puede ver a la banda tocando en una especie de casona y a Amaia sentada en un sofá en una habitación clásica cantando la letra de la canción. Además, en el estribillo se puede ver el televisor de la habitación ampliándose, donde se puede ver otra vez a Amaia vestida más moderna en una habitación blanca con un sofá más moderno y cantando mientras los músicos entran en 1 segundo de color azul. Al principio del video hay una secuencia de dibujos animados tipo Disney donde se ve a una mariposa posada en unas flores, y la misma mariposa se ve al final posada en el sofá de la habitación clásica.
La radiodifusora española Cadena 100 hizo un spot en el que desaparecía la mitad de los miembros del grupo, haciendo alusión al eslogan de la cadena "Hoy es sólo el 50% de tus artistas favoritos, Cadena 100 es el 100%. Cadena 100, éxitos de ayer y de hoy". En él se observaba a Idoia peinando a la mitad de su hermana.

## Posicionamiento
| Lista                                | Mejor posición | Certificación |
| ------------------------------------ | -------------- | ------------- |
| Top 20 Lista de radio (Airplay)      | 1 (5)          | -             |
| Top 20 Descargas digitales           | 2              | Oro (+10 000) |
| Lista de Los 40 Principales          | 1              | -             |
| Top 20 Descargas de Tonos originales | 3              | -             |

## Trayectoria en las listas
| Posición | 7 | 1 | 1 | 1 | 1 | 1 |

| Posición | 14 | 9 | 2 | 3 | 2 | 4 |

| Posición | 9 | 4 | 3 |

| Lista Los 40 Principales | Lista Los 40 Principales | Lista Los 40 Principales | Lista Los 40 Principales | Lista Los 40 Principales | Lista Los 40 Principales | Lista Los 40 Principales | Lista Los 40 Principales | Lista Los 40 Principales | Lista Los 40 Principales | Lista Los 40 Principales | Lista Los 40 Principales | Lista Los 40 Principales | Lista Los 40 Principales | Lista Los 40 Principales | Lista Los 40 Principales | Lista Los 40 Principales | Lista Los 40 Principales | Lista Los 40 Principales | Lista Los 40 Principales | Lista Los 40 Principales | Lista Los 40 Principales | Lista Los 40 Principales | Lista Los 40 Principales | Lista Los 40 Principales | Lista Los 40 Principales | Lista Los 40 Principales | Lista Los 40 Principales | Lista Los 40 Principales | Lista Los 40 Principales | Lista Los 40 Principales | Lista Los 40 Principales | Lista Los 40 Principales | Lista Los 40 Principales |
| ------------------------ | ------------------------ | ------------------------ | ------------------------ | ------------------------ | ------------------------ | ------------------------ | ------------------------ | ------------------------ | ------------------------ | ------------------------ | ------------------------ | ------------------------ | ------------------------ | ------------------------ | ------------------------ | ------------------------ | ------------------------ | ------------------------ | ------------------------ | ------------------------ | ------------------------ | ------------------------ | ------------------------ | ------------------------ | ------------------------ | ------------------------ | ------------------------ | ------------------------ | ------------------------ | ------------------------ | ------------------------ | ------------------------ | ------------------------ |
| Semana                   | 01                       | 02                       | 03                       | 04                       | 05                       | 06                       | 07                       | 08                       | 09                       | 10                       | 11                       | 12                       | 13                       | 14                       | 15                       | 16                       | 17                       | 18                       | 19                       | 20                       | 21                       | 22                       | 23                       | 24                       | 25                       | 26                       | 27                       | 28                       | 29                       | 30                       | 31                       | 32                       | 33                       |
| Posición                 | 33                       | 31                       | 27                       | 25                       | 24                       | 24                       | 29                       | 32                       | 30                       | 28                       | 18                       | 13                       | 8                        | 5                        | 2                        | 2                        | 2                        | 1                        | 5                        | 5                        | 8                        | 9                        | 10                       | 12                       | 13                       | 16                       | 14                       | 13                       | 16                       | 23                       | 33                       | 39                       | 39                       |